# بيير روبي
بيير روبي (بالفرنسية: Pierre Ruby)‏ هو دراج فرنسي، ولد في 4 سبتمبر 1932 في برون في فرنسا.

## وصلات خارجية
- بيير روبي على موقع أرشيف الدراجات (الإنجليزية)
- بيير روبي على موقع إحصائيات الدراجات الإحترافية (الإنجليزية)